# 安伯伍德二號 (亞利桑那州)
安伯伍德二號（英語：Amberwood II）是位於美國亞利桑那州馬里科帕縣的一個非建制地區。該地的面積和人口皆未知。

## 地理
安伯伍德二號的座標為33°20′45″N 111°50′44″W / 33.34583°N 111.84556°W，而該地的平均海拔高度為369米（即1211英尺）。